# Stephanie Forrest
Stephanie Forrest (nascida por volta de 1958) é uma cientista da computação americana e diretora do Biodesign Center for Biocomputing, Security and Society no Biodesign Institute da Arizona State University.  Ela foi anteriormente Distinguished Professor de Ciência da Computação na Universidade do Novo México em Albuquerque. Ela é mais conhecida por seu trabalho em sistemas adaptativos, incluindo algoritmos genéticos, imunologia computacional, modelagem biológica, reparo automatizado de software e segurança de computadores.

## Trabalho
Os interesses de pesquisa de Forrest estão no campo de "sistemas adaptativos, incluindo algoritmos genéticos, imunologia computacional, modelagem biológica, reparo automatizado de software e segurança de computadores".
De acordo com as Academias Nacionais, sua pesquisa desde a década de 1990 incluiu "desenvolver o primeiro sistema prático de detecção de intrusão de anomalias; projetar respostas automatizadas para ataques cibernéticos; escrever um artigo influente inicial propondo a diversidade automática de software e introduzindo à randomização do conjunto de instruções como uma implementação particular; desenvolvendo representações de dados não criptográficas que melhoram a privacidade; modelagem baseada em agente de redes computacionais de grande escala; e, recentemente, trabalhou no reparo automatizado de vulnerabilidades de segurança. Ela conduziu muitos projetos de modelagem computacional em biologia, onde suas especialidades são imunologia e doenças evolutivas, como Gripe e câncer".